# Антарктида
Антаркти́да (від грец. αντι — проти та грец. αρκτικος — північний, «протилежний Арктиці») — материк у Південній півкулі навколо географічного південного полюса, охоплює приблизно 10 % суходолу Землі. Загальна площа  — 13 900 000 км², без шельфових льодовиків — 12,6 млн км². Омивається водами Південного океану. В Антарктиді є 90 % світових запасів криги, сконцентровано 70 % прісної води на Землі.
В Антарктиді розташований полюс холоду, а також точки найнижчої відносної вологості повітря на планеті та найінтенсивнішої сонячної радіації.
Антарктида є єдиною територією, у якої немає приналежності до держави.
Чинний договір про Антарктиду свідчить, що материк не належить жодній країні світу. Незважаючи на угоди, низка країн все-таки висловлює територіальні претензії на цей континент.

## Географія

### Географічний поділ
Територія Антарктиди поділяється на географічні площі та області, які були відкриті різними мандрівниками. Область, досліджувана і названа на честь відкривача (або інших осіб), називається «земля».
Список земель Антарктиди:
- Земля Аделі
- Земля Олександра I
- Земля Вікторії
- Земля Вільгельма II
- Земля Георга V
- Земля Ґреяма
- Земля Кемпа
- Земля Королеви Єлизавети
- Земля Королеви Мод
- Земля Королеви Мері
- Земля Котса
- Земля Мак-Робертсона
- Земля Мері Берд
- Земля Палмера
- Земля Принцеси Єлизавети
- Земля Вілкса
- Земля Едуарда VII
- Земля Елсворта
- Земля Ендербі

Крім того, до Антарктиди належать Південні Оркнейські, Південні Шетландські острови, острови Баллені і Беркнер.
Найпівнічнішою точкою континенту є мис Прайм-Хед.

### Рельєф

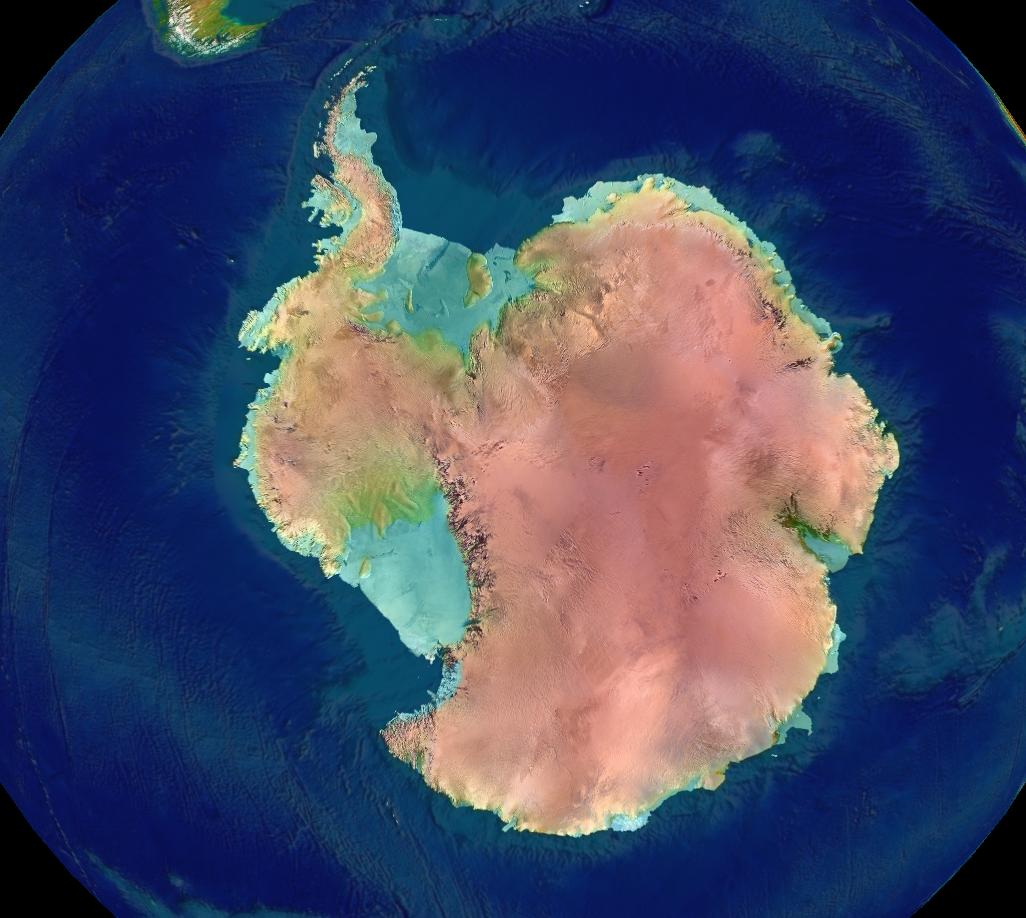
Рельєф Антарктиди.

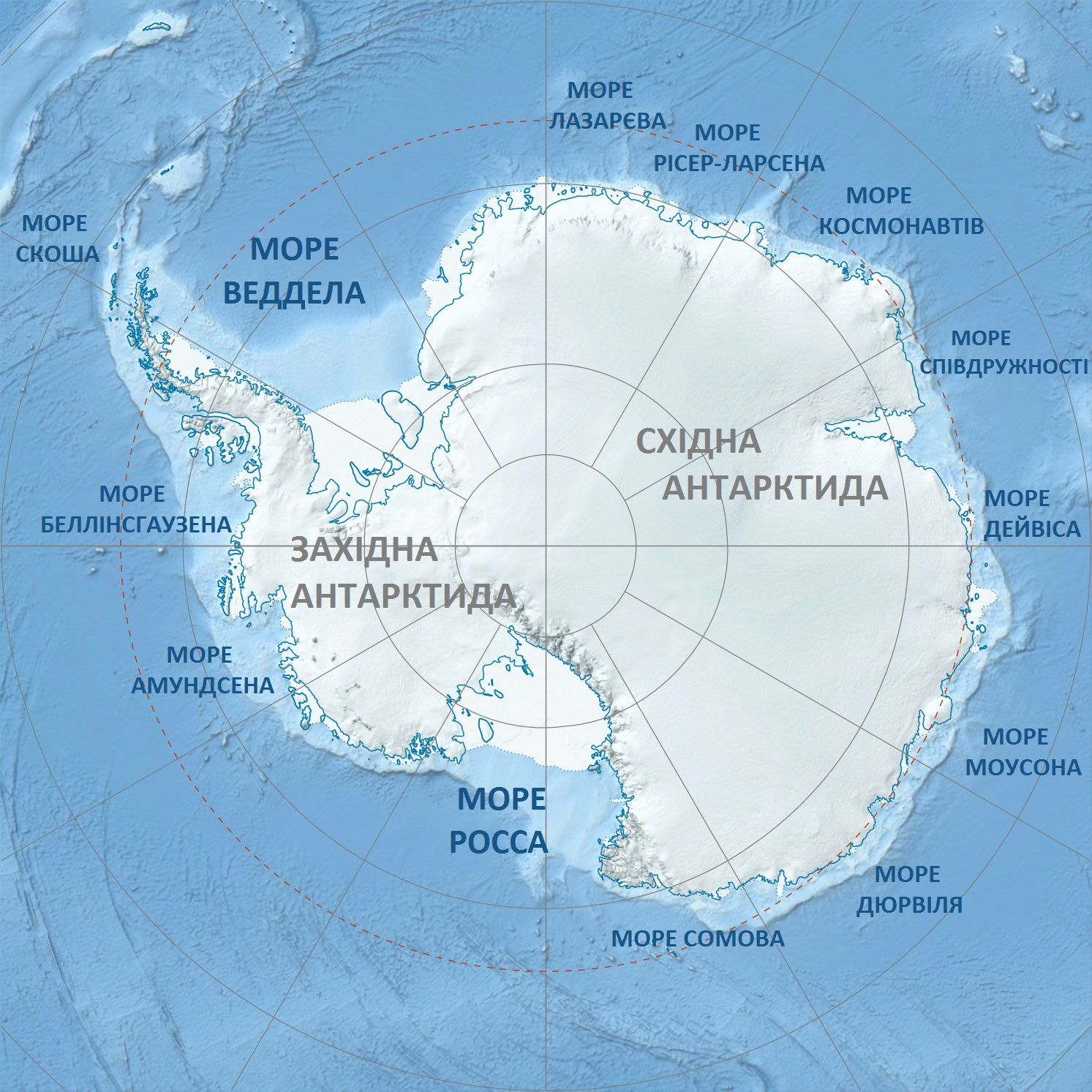
Територіальний поділ Антарктиди

Антарктида — найвищий континент Землі, середня висота поверхні континенту над рівнем моря становить понад 2000 м, а в центрі континенту досягає 4000 м. 99,5 % поверхні покриває материковий лід завтовшки до 4776 м (середня товщина 1880 м), який піднімається до 4010 м (в середньому до 2040 м), під яким прихований континентальний рельєф і лише 0,3 % (близько 40 тис. км²) її площі вільні від льоду — переважно в Західній Антарктиді і Трансантарктичних горах: острови, ділянки узбережжя, так звані оази і окремі гребені і гірські вершини (нунатаки), що підносяться над крижаною поверхнею.  
Довжина берегової лінії материка дорівнює 18 000 км. 
Трансантарктичні гори, що перетинають майже весь материк, ділять Антарктиду на дві частини — Західну Антарктиду та Східну Антарктиду, що мають різне походження і геологічну будову. На сході розташоване високе (найбільше піднесення поверхні льоду ~ 4100 м над рівнем моря) покрите льодом плато. Західна частина складається з групи гористих островів, з'єднаних між собою льодом. На тихоокеанському узбережжі розташовані Антарктичні Анди, висота яких перевищує 4000 м; найвища точка континенту — 4892 м над рівнем моря — масив Вінсон у горах Елсворта. У Західній Антарктиді лежить і найглибша на континенті западина Бентлі, імовірно, рифтового походження. Глибина западини Бентлі, заповненої льодом, досягає 2555 м нижче рівня моря. Південний полюс лежить на висоті близько 2800 м. На початку 2025 року, в науковому журналі Science Advances було опубліковано дослідження стосовно післяльодовикового підняття суші Антарктиди в результаті втрати льоду, що відповідно зменшує тиск на поверхню материка. Встановлено, що цей процес може знизити внесок континенту в загальне підвищення рівня моря на Землі на значні 40 %. 

#### Підлідний рельєф

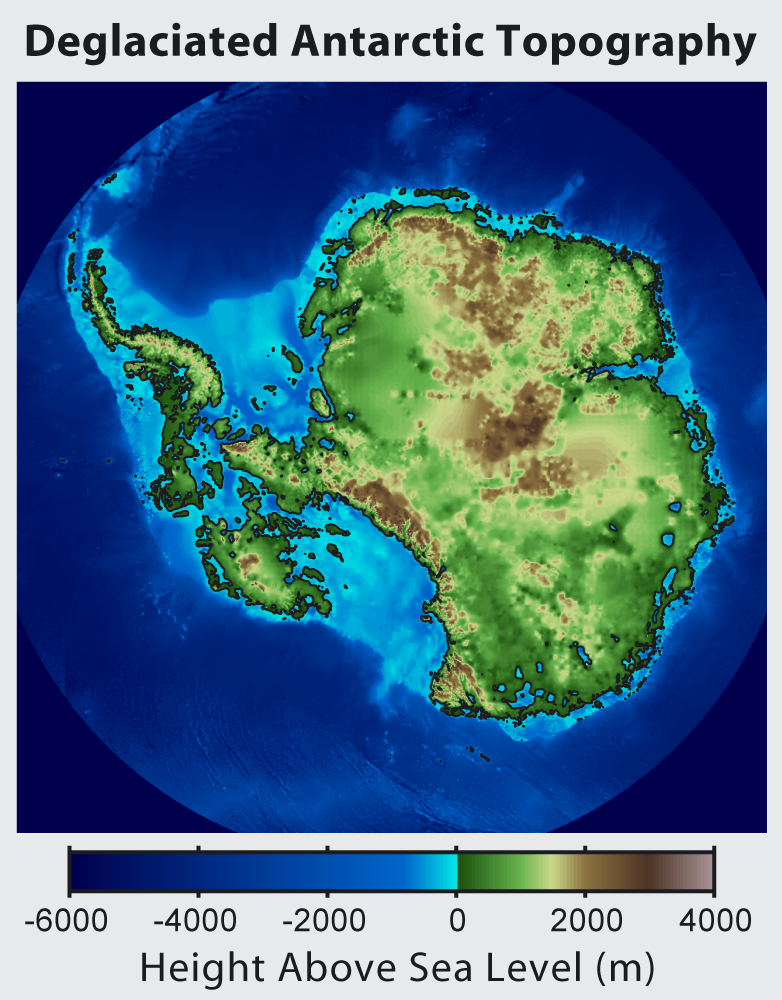
Антарктична топографія

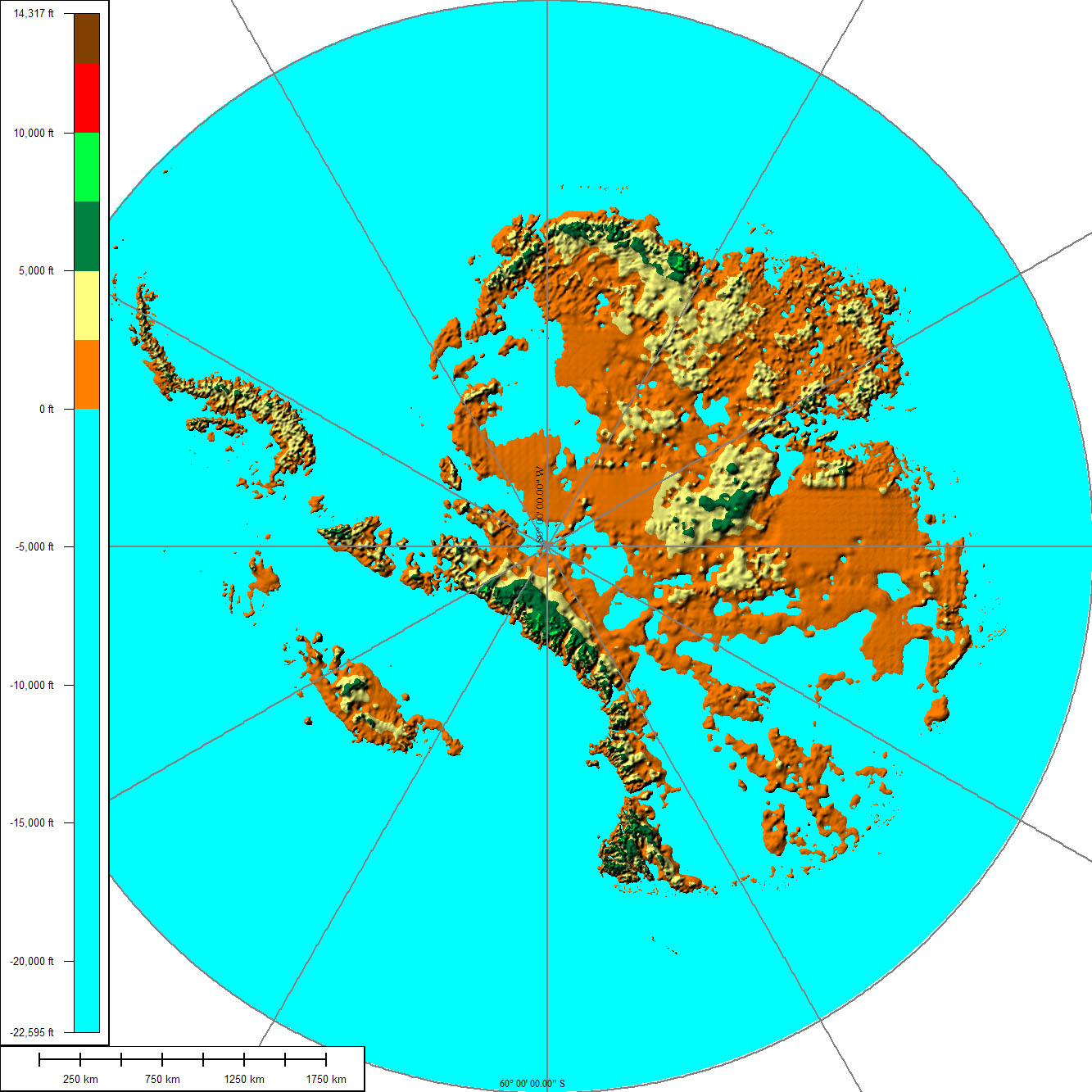
Рельєф поверхні континента без льодовикового покриву.

Дослідження за допомогою сучасних методів дали змогу більше дізнатися про підлідний рельєф південного материка. В результаті досліджень з'ясувалося, що близько третини материка лежить нижче рівня світового океану, дослідження також показали наявність гірських ланцюгів і масивів.
Частина континенту має складний рельєф і великі перепади висот. Тут розташована найвища вершина — гора Вінсон (масиву Вінсона 4892 м) і найглибша западина (прогин Бентлі −2555 м) в Антарктиді. Антарктичний півострів є продовженням південноамериканських Анд, які тягнуться в напрямку південного полюса, трохи ухиляючись від нього в західний сектор.
Східна частина материка має переважно згладжений рельєф, з окремими плато й гірськими хребтами заввишки до 3–4 км. На сході Антарктиди розташовані підлідні гори Гамбурцева та гори Вернадського. Також, за повідомленням британського видання Ladbible, одним з найзагадковіших та неоднозначних наукових відкриттів останніх років в Антарктиді залишаються підлідні пірамідальні вершини гір. Більшість вчених підтримали версію професора геології з Університету Каліфорнії Еріка Ріньо та його однодумців, який пояснив це явище наслідком природних геологічних процесів.
Дослідження підлідного рельєфу, проведені NASA, виявили в Антарктиді кратер Землі Вілкса. Діаметр кратера становить 482 км. Кратер міг утворитися внаслідок падіння на Землю тіла діаметром приблизно 48 кілометрів (більший за Ерос) близько 250 мільйонів років тому, у пермському періоді. Пил, піднятий під час падіння й вибуху подібного астероїда, спричинив би багатовікове похолодання й загибель більшої частини флори та фауни тієї епохи. Цей кратер нині вважається найбільшим на Землі, але його астроблемну природу не доведено.

### Внутрішні води

#### Загальний опис
У зв'язку з тим, що не тільки середньорічні, а й на більшості території навіть літні температури в Антарктиді не перевищують нуля градусів, опади там випадають тільки у вигляді снігу (дощ — вкрай рідкісне явище). Він утворює льодовиковий (сніг спресовується під власною вагою) покрив завтовшки понад 1700 м, і місцями досягає 4300 м. У антарктичних льодах сконцентровано близько 90 % всієї прісної води Землі. Однак в Антарктиді існують озера, а в літній час і річки. Живлення річок льодовикове. Завдяки інтенсивній сонячній радіації, обумовленій винятковою прозорістю повітря, танення льодовиків відбувається навіть при незначній мінусовій температурі повітря. На поверхні льодовика, часто на значній відстані від узбережжя, утворюються струмки талої води. Найінтенсивніше танення відбувається поблизу оаз, поруч з кам'янистими ґрунтами, які нагріваються на сонці. Оскільки всі струмки наповнюються завдяки таненню льодовика, то їх водний і рівневий режим повністю визначаються змінами температури повітря й сонячної радіації. Найбільші витрати води в них спостерігаються в години найвищих температур повітря, тобто в другій половині дня, а найменші — у нічні години, причому нерідко в цей час русла повністю пересихають. Льодовикові струмки й річки, як правило, мають дуже звивисті русла і з'єднують численні надльодовикові озера. Відкриті русла зазвичай закінчуються, не доходячи до моря чи озера, а водотік прокладає свій шлях далі під льодом або в товщі льодовика, на зразок підземних річок у карстових районах.
З настанням осінніх морозів стік припиняється, і глибокі, зі стрімкими берегами, русла заносяться снігом або перекриваються сніговими мостами. Іноді майже постійні поземки і часті завірюхи перекривають русла струмків ще до того, як припиниться стік, і тоді струмки течуть у крижаних тунелях, зовсім непомітних з поверхні. Як і тріщини у льодовиках, вони небезпечні, оскільки важкі машини можуть провалюватися в них. Якщо сніговий міст недостатньо міцний, він може провалитися і під вагою людини. Річки антарктичних оаз, що протікають по ґрунту, зазвичай не перевищують довжини декількох кілометрів. Найбільша — річка Онікс, понад 20 км завдовжки. Річки існують тільки в літній час.

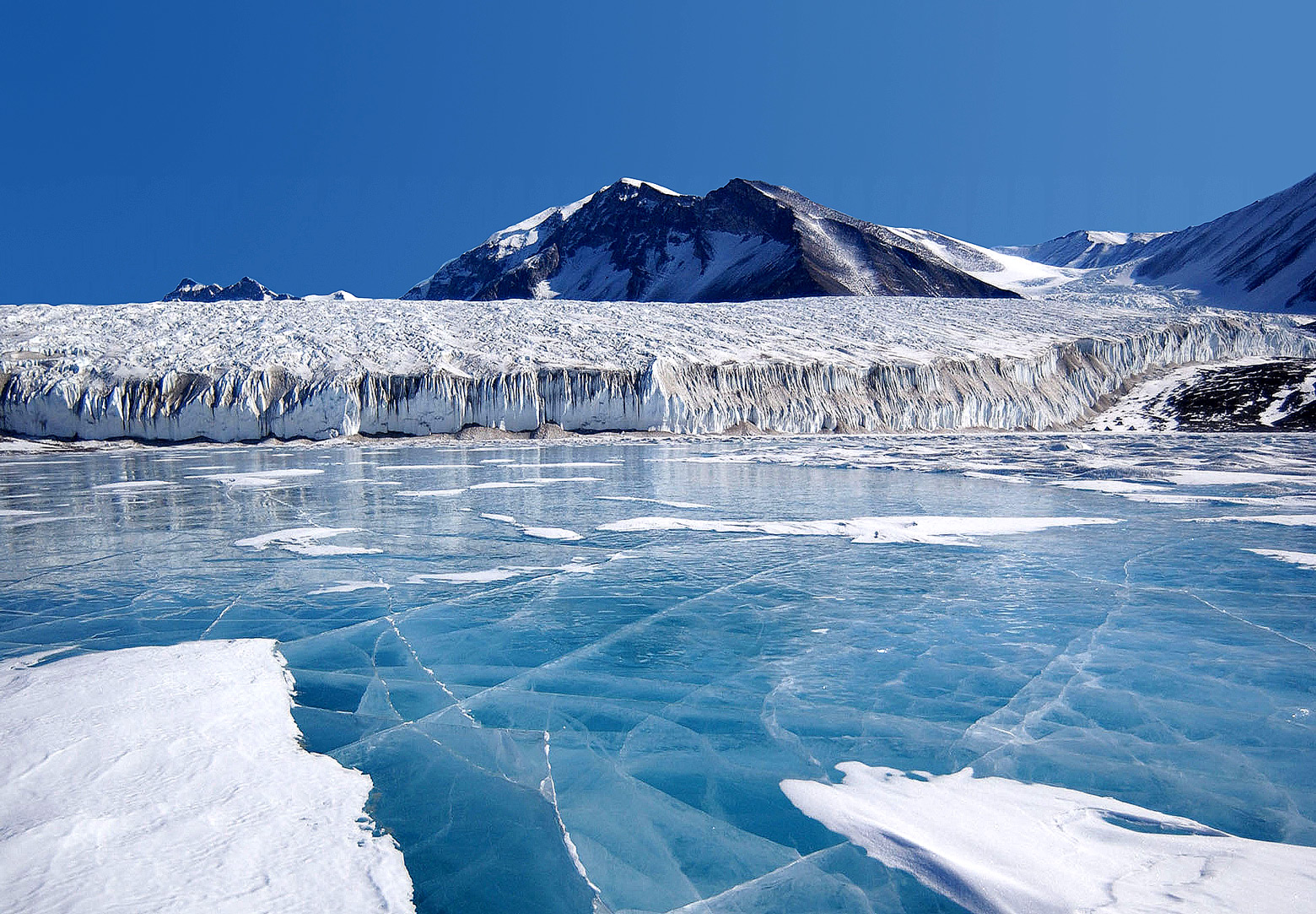
Блакитний лід, що вкриває озеро Фріксел в Трансантарктичних горах.

Антарктичні озера теж мають ряд особливостей, через що іноді їх виділяють в особливий, антарктичний тип. Розташовані вони в оазах або сухих долинах і майже завжди покриті товстим шаром льоду. Однак у літній період вздовж берегів і в гирлах тимчасових водотоків утворюється смуга відкритої води кілька десятків метрів шириною. Найчастіше, озера стратифіковані. Біля дна спостерігається шар води з підвищеною температурою і солоністю, як, наприклад, в озері Ванда. В деяких невеликих безстічних озерах концентрація солі значно висока, і вони можуть бути повністю вільними від льоду. Наприклад, озеро Дон Жуан з високою концентрацією в його водах хлориду кальцію, замерзає тільки при дуже низьких температурах. Антарктичні озера невеликі, тільки деякі з них більші 10 км² (озеро Ванда, озеро Фігурне). Найбільше з антарктичних озер — озеро Фігурне в оазі Бангера. Звиваючись серед пагорбів, воно тягнеться на 20 км. Площа його дорівнює 14,7 км², а глибина перевищує 130 м. Найглибше — озеро Радок, його глибина сягає 362 м.
Є на узбережжі Антарктиди озера, що утворилися в результаті підпору води сніжниками або невеликими льодовиками. Вода в таких озерах нагромаджується іноді протягом декількох років, доки рівень її не підніметься до верхнього краю природної греблі. Тоді надлишки води починають витікати з озера. Утворюється русло, яке швидко поглиблюється, витрата води зростає. У міру поглиблення русла рівень води в озері падає, і воно зменшується у своїх розмірах. Взимку пересохле русло заноситься снігом, який поступово ущільнюється, і природна гребля відновлюється. Наступного літнього сезону озеро знову починає наповнюватися талими водами. Проходить кілька років, поки озеро не наповниться, і його води знову не прорвуться в море.
Порівнюючи Антарктиду з іншими материками, можна зазначити, що на материку абсолютно відсутні заболочені ділянки. Однак у прибережній смузі є своєрідні льодовикові «болота». Вони утворюються влітку в пониженнях, заповнених снігом і фірном. Тала вода, що стікає в ці зниження, зволожує сніг і фірн, внаслідок чого і виходить сніжно-водяна каша, в'язка, як звичайні болота. Глибина таких «боліт» найчастіше незначна — не більше метра. Зверху вони бувають вкриті тонкою крижаною кіркою. Як і справжні болота, вони часом непрохідні навіть для гусеничного транспорту.
У 2022 році використовуючи унікальний метод геофізичної зйомці, в якому використовувалася магнітотелуричну (МТ) візуалізацію для пошуку і картування підльодовикових ґрунтових вод під крижаним покривом виявлено цілу систему підземних вод.

#### Підльодовикові озера
У 1990-х роках російські вчені виявили підльодовикове озеро, яке не замерзає: Схід — найбільше з антарктичних озер, що має довжину 250 км і ширину 50 км; озеро вміщує близько 5400 тис. км³ води.
У січні 2006 року геофізики Робін Белл і Майкл Штудінгер з американської геофізичної обсерваторії Ламонт-Догерті виявили друге і третє за розмірами підльодовикові озера, площею 2000 км² і 1600 км² відповідно, розташовані на глибині близько 3 км від поверхні континенту. Вони повідомили, що це можна було б зробити раніше, якби дані радянської експедиції 1958—1959 років були проаналізовані більш ретельно. Крім цих даних, були використані дані супутників, покази радарів і виміри сили тяжіння на поверхні континенту.
Всього на 2007 рік в Антарктиці виявлено понад 140 підльодовикових озер.

#### Підльодовикові річки
Під час проведення комплексного дослідження, зокрема, радарного сканування, обробки даних супутникової зйомки, вчені виявили, що під льодами Антарктиди існують бурхливі річки талої води. Довжина виявлених тунелів становить 250 м. Тунелі закінчуються там, де материковий льодовик стає шельфовим. Там же беруть свій початок виїмки на дні океану. Потоки, що лежать під шельфовим льодовиком, відіграють одну з найважливіших ролей у процесі танення льоду.

## Геологія
Антарктида поділяється на Східну (близько 10 млн км²) і Західну з Антарктичним півостровом, які різні за своєю геологічною будовою: Східна Антарктида — докембрійська Антарктична платформа, облямована пізнішими складчастими утвореннями, Західна Антарктида — Каледонська плита й Андійський складчастий пояс (антарктичний півострів і прилеглі до нього райони).

#### Геологічна будова Східної Антарктиди
Східна Антарктида являє собою стародавню докембрійську континентальну платформу (кратон), схожу з платформами Індії, Бразилії, Африки та Австралії. Всі ці кратони утворилися при розпаді суперконтиненту Гондвани. Вік порід кристалічного фундаменту становить 2,5–2,8 млрд років, найдавніші породи — Землі Ендербі — понад 3 млрд років.
Фундамент покритий молодшим осадовим чохлом, сформованим 350—190 млн років тому, переважно морського походження. У шарах з віком 320—280 млн років наявні льодовикові відкладення, проте молодші містять викопні рештки рослин і тварин, у тому числі іхтіозаврів, що свідчить про сильну відмінність клімату того часу від сучасного. Знахідки теплолюбних плазунів та папоротеподібної флори були зроблені першими дослідниками Антарктиди і стали одним з вагомих доказів широкомасштабних горизонтальних рухів плит, що підтверджує концепцію тектоніки плит.

#### Геологічна будова Західної Антарктиди
Західна частина складена молодими кайнозойськими породами. Прояви вулканізму, зосереджені в Західній Антарктиці, пов'язані з Антарктичним півостровом, що виник в  період гороутворення Анд. Деякі з вулканів, особливо острівні, вивергалися в останні 200 років. Найактивніший вулкан Антарктиди — Еребус на острові Росса в однойменному морі. Його називають «вулкан, що сторожить шлях до Південного полюса».

### Заледеніння
Більша частина поверхні Антарктиди (понад 95 %) вкрита льодовиковим щитом потужністю до 1500—3000 м. Вільна від льоду поверхня становить лише 4,5 % площі континенту. Це незначні прибережні ділянки суходолу («оази») і найвищі гори. Поверхня льодовика розбита численними тріщинами й провалами. Встановлено, що в ряді місць Антарктиди ложе льодовика лежить нижче від рівня моря. Лід перебуває в постійному русі. Від центра Антарктиди він розтікається до її периферії (в районі обсерваторії «Мирний» швидкість руху льоду 30—45 м за рік) і круто обривається в бік моря, утворюючи високі льодові стіни-бар'єри. Висота найбільшого в Антарктиді льодового бар'єра Росса 45—73 м, але переважно 30—40 м. У багатьох місцях лід, що сповзає в море, утворює плавучі, припаяні до суші, великі шельфові льодовики (Росса, Шеклтона та інші) загальною площею понад 900 тис. км². Льодовики постійно відламуються і дають початок айсбергам, які виносяться на північ в океани, що омивають Антарктиду.
Згідно з повідомленнями ООН (Програми ООН з навколишнього середовища) «За 25 років, з 1992 по 2017 роки, Антарктика втратила 3 трильйони тонн льоду. Темпи скорочення маси льоду в Антарктиді потроїлися з 2012 року. Якщо до 2012 року щорічно тануло 76 млрд тонн льодів Антарктиди, то в останні роки цей показник збільшився до 219 млрд тонн».
В липні 2023 року, протяжність морського льоду в Антарктиді скоротилася приблизно на 10 %, тобто материк втратив величезний шматок морського льоду розміром з Гренландію.
В травні 2025 року, на сторінках Daily Mail, було опубліковано результати нового дослідження китайських науковців із Університету Тунцзі згідно якого Антарктида, що десятиліттями втрачала лід катастрофічними темпами, раптово почала його нарощувати. З 2021 по 2023 рік крижаний континент не лише компенсував частину втрат, а й зменшив підвищення рівня Світового океану майже на 15 %. Протягом 2002–2020 років Антарктида щорічно втрачала близько 120 млрд тонн льоду. Це призвело до підвищення рівня Світового океану на 5,99 мм до 2020 року. Проте несподівано з 2021 року почалася зворотна тенденція — інтенсивні снігопади принесли на континент вологу, яка утворила нові шари льоду. Як наслідок, у ці роки Антарктида щороку приростала приблизно на 108 млрд тонн льоду. Ці зміни були особливо помітні у Східній Антарктиді — на Землі Королеви Мод, Землі Ендербі та в інших регіонах, куди прийшли рясні снігопади.

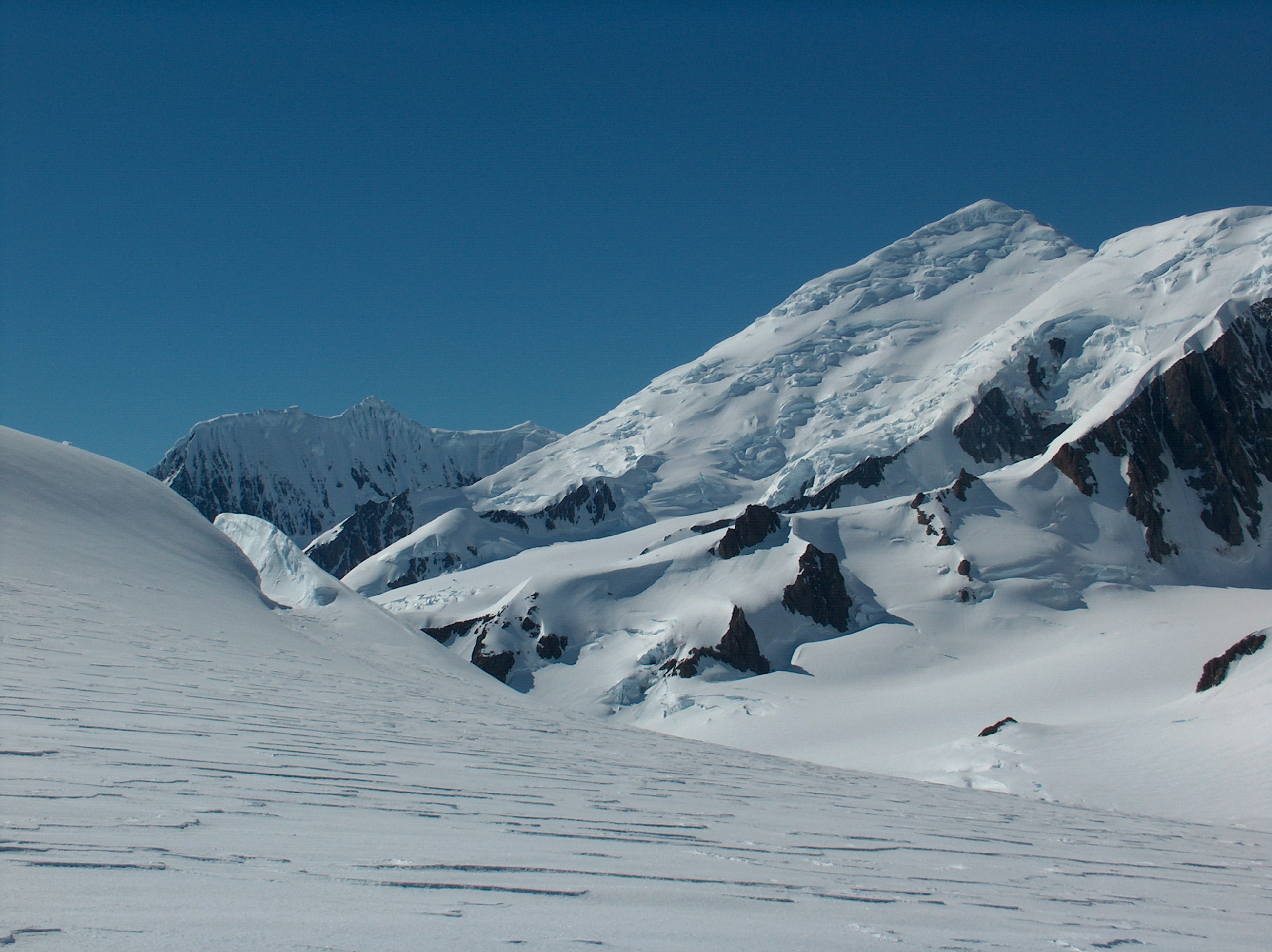
Гори Тангра, о. Лівінгстон
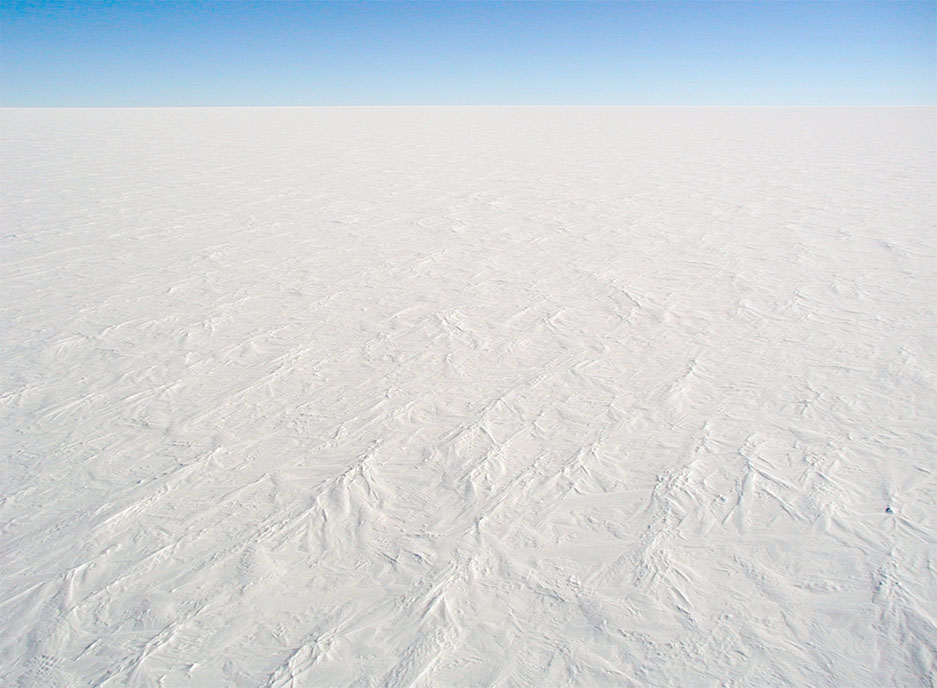
Типовий краєвид Антарктиди
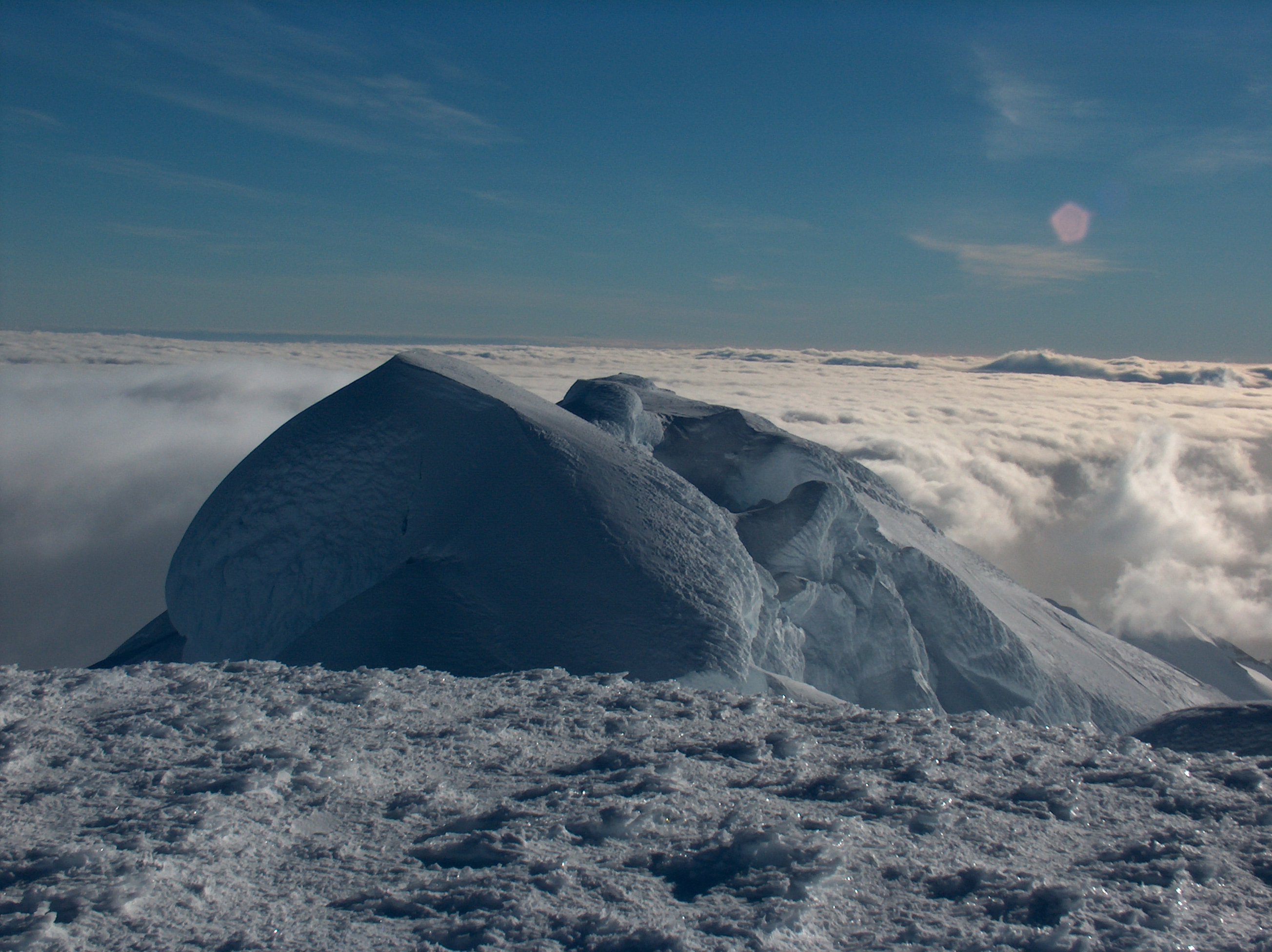
Пік Святого Бориса, острів Лівінгстона
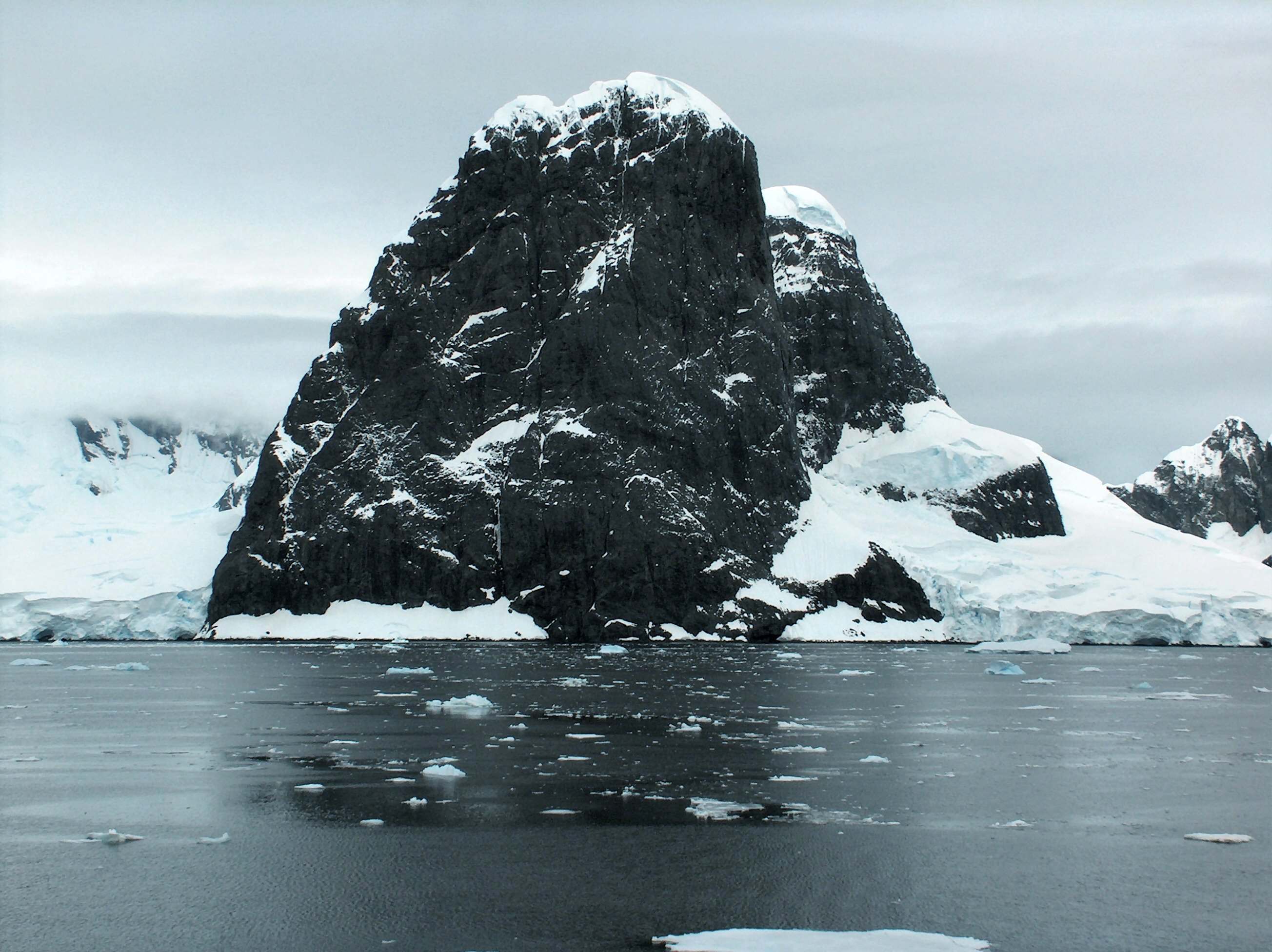
Піки Уни, Канал Лемера

### Корисні копалини
Корисні копалини: кам'яне вугілля, залізна руда, слюда, мідь, свинець, цинк, графіт тощо. Згідно з Договором про Антарктиду, видобуток корисних копалин заборонено до 2048 року.
На континенті розташовано постійні наукові станції 30 країн, зокрема й України, (станція «Академік Вернадський»).

### Вулканізм
У регіоні Антарктиди існує близько 140 підлідних вулканів. Зокрема, дослідження Західно-антарктичного рифту (West Antarctic Rift) виявили 91 новий вулкан, прихований під товщею льоду (дані Sky News). Їх висота становить від 100 до 3850 м, а товщина льоду, що їх покриває, в деяких місцях перевищує 4 км.
Нові дослідження вчених 2024 року виявили тривожний зв’язок між таненням льодовиків Антарктиди, спричиненим зміною клімату, та потенційною активізацією вулканів під товщею льоду. Згідно з результатами комп’ютерного моделювання, результати якого були опубліковані Live Science, зменшення тиску льоду на земну кору може спровокувати виверження вулканів. Танення льодовиків знімає навантаження з магматичних камер, дозволяючи магмі розширюватися і збільшувати тиск на стінки вулканів. Це, своєю чергою, підвищує ймовірність вивержень. Наслідки вулканічної активності в Антарктиді можуть бути глобальними. Танення льодовиків спричинить підвищення рівня світового океану, що загрожує затопленням прибережних територій. Крім того, вулканічні викиди можуть суттєво вплинути на склад атмосфери Землі та кліматичні умови континенту.

## Клімат
Клімат Антарктиди надзвичайно суворий. У центральних районах Антарктиди протягом року існує стійкий полярний антициклон. У літньо-осінній період в районах узбережжя Антарктиди спостерігається циклонічна діяльність, яка інколи поширюється і на її внутрішню частину.
На радянській (тепер — російська) антарктичній станції «Восток» 21 липня 1983 року було зареєстровано найнижчу температуру повітря на Землі за всі роки метеорологічних спостережень: 89,2 градуса Цельсія нижче нуля. Район отримав назву Полюс холоду Землі.
У грудні 2013 року, навколо японської полярної станції «Купол Фудзі», вчені зафіксували новий рекорд найнижчої температури на поверхні Землі — мінус 94,7 °C. Правда, за повідомленнями, вимірювання проводилися не за допомогою метеостанції, а із супутника, тому враховувати цей температурний рекорд можна з певною часткою умовності. Дослідження проводилось фахівцями Американського національного центру снігових і льодових даних.
Найвища температура повітря в Антарктиді була зареєстрована у грудні 1961 р. на Землі Вікторії (на льоду озера Бонні), де максимальний термометр, встановлений в метеорологічній будці на висоті 1,3 м зафіксував +23,9 °C.
Найвища у прибережній зоні −11,6 °C (станція Оаза). Температура −40 °C можлива протягом усього року.
6 лютого 2020 року на станції Есперанса було зафіксовано найвищу за останні 59 років температуру +18.3 °C.
Різкі температурні контрасти між переохолодженим материком і теплішими водами океанів зумовлюють часті й сильні вітри, які нерідко досягають ураганної сили (80—90 м/сек).
Річні суми опадів у прибережній смузі 500—600 мм, у внутрішніх районах 100—150 мм.
Австралійські та американські вчені виявили низку фактів-доказів про те, що в минулому клімат Антарктиди був на 20—25 градусів за Цельсієм тепліший за нинішній. До цих доказів відносяться викопні залишки листя, деревини, моху, квітковий пилок, яйця комах тощо. Щоб все це утворювалося, потрібні достатньо тривалі теплі періоди для росту і розвитку рослин і комах.
У червні 2020 року стало відомо про температурний рекорд Антарктиди: учені з'ясували, що Південний полюс за останні 30 років прогрівся втричі швидше за всю іншу планету (з 1989 року потік повітря над континентом нагрівся більш ніж на 1,83 °C). Через великі коливання температури залежно від пори року та регіону Антарктиди, раніше вважалося, що континент найменше схильний до кліматичних змін через глобальне потепління, проте дані метеостанцій за 60 років показали, що це не так: у цей час прогрів відбувається зі швидкістю близько 0,6 °C протягом десятиліття в порівнянні з 0,2 °C для всієї іншої планети.

## Флора і фауна

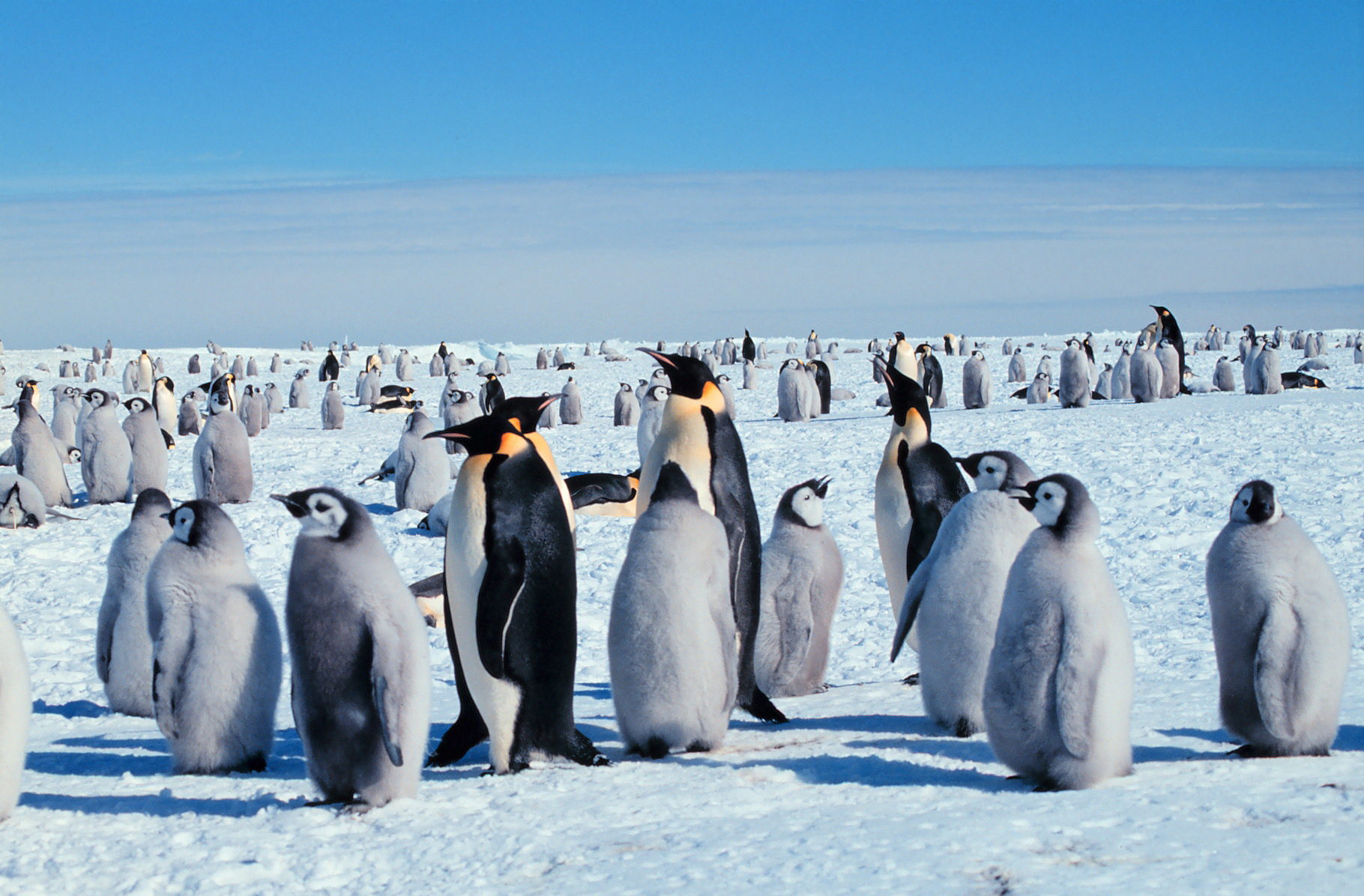
Імператорські пінгвіни в Антарктиді
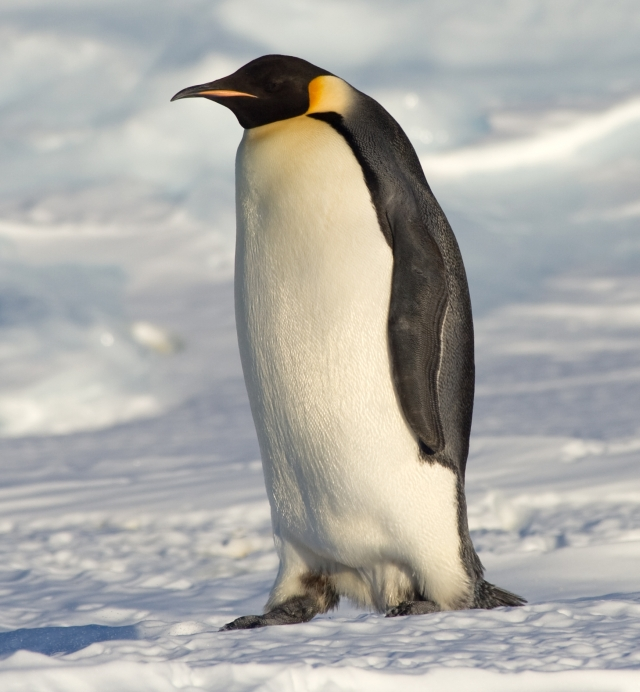
Імператорський пінгвін
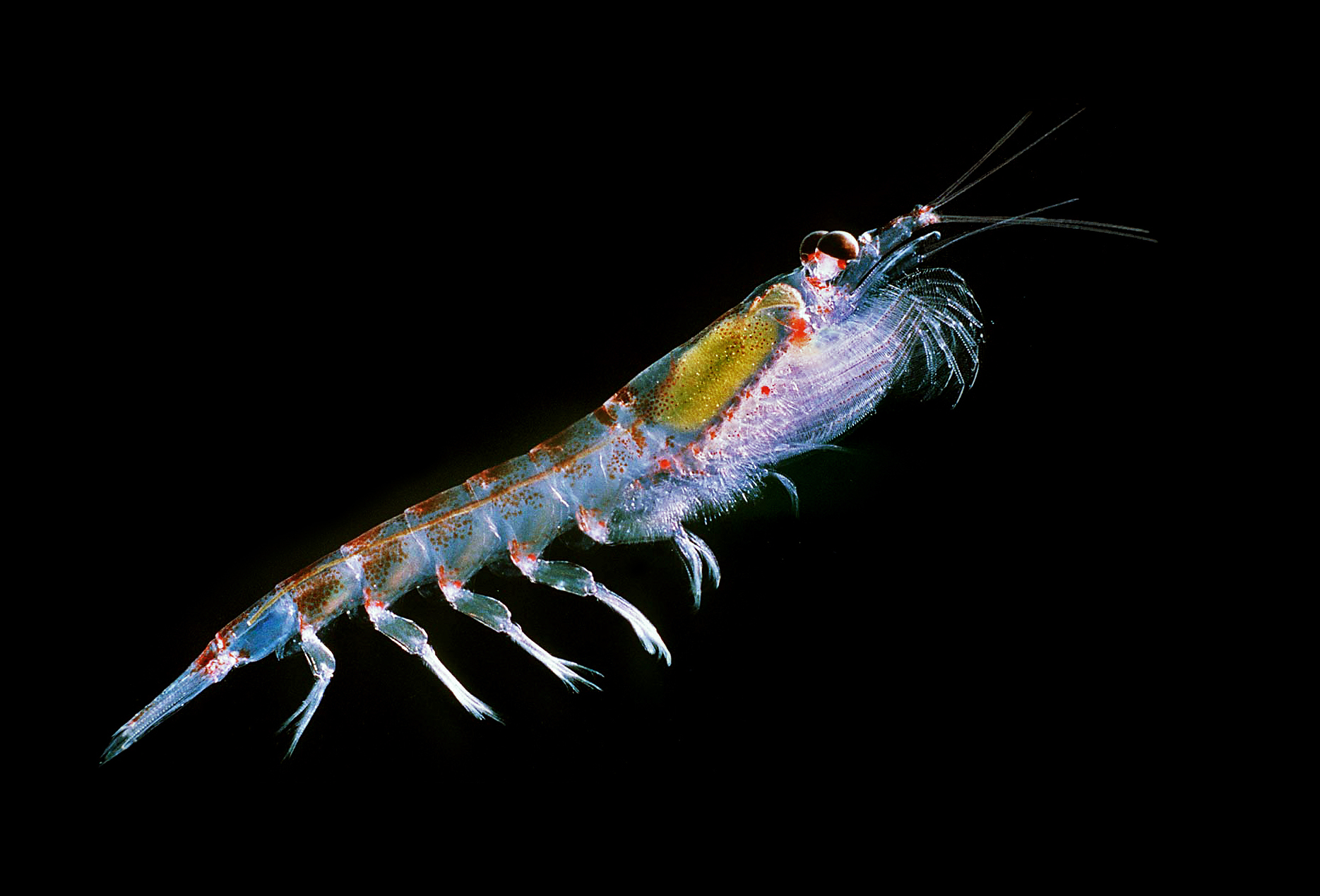
Антарктичний криль Euphausia superba
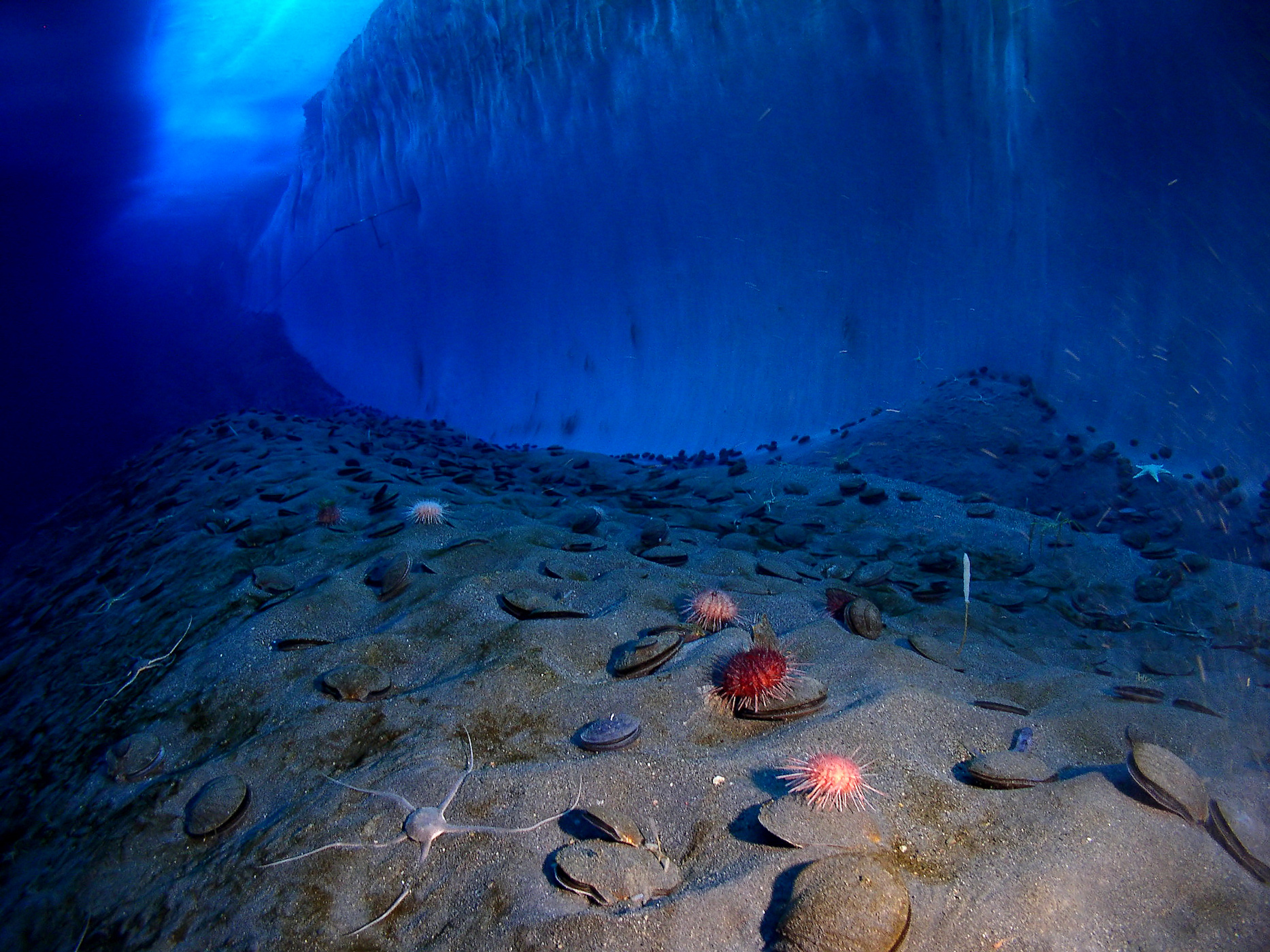
Підводний світ Антарктиди
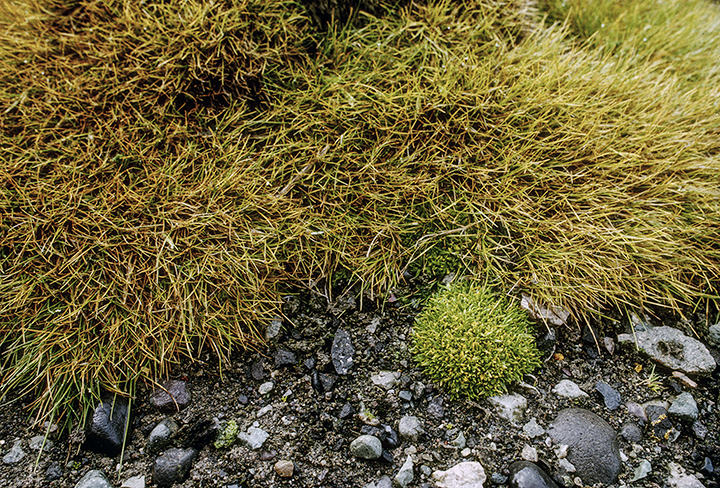
Щучник антарктичний

Органічний світ надзвичайно бідний. Незначні вільні від льоду узбережні ділянки і скелі вкриті лишайниками, водоростями, мохами; в Морській Антарктиці зростає два види аборигенних квіткових рослин. Окрім них трапляються лишайники, гриби, водорості. Фауна пов'язана з морем і зосереджена на узбережжі і прибережних островах. Представлена кількома видами птахів (пінгвіни, поморники, буревісники, альбатроси, баклани) та антарктичними тюленями.

### Флора
Клімат Антарктиди не сприяє розвитку великої кількості рослин. Поєднання морозів, поганої якості ґрунтів, обмаль вологи і брак сонячного світла пригнічує ріст рослин. Як результат, рослинність обмежується, головним чином, мохами. Автотрофні організми складаються з найпростіших. Флора континенту переважно складається з лишайників, мохів, водоростей і грибів. Період розвитку рослинності (вегетаційний період), зазвичай короткий і триває лише кілька літніх місяців (грудень–квітень, Морська Антарктика) чи тижнів (Континентальна Антарктика). Найбагатшою є флора Морської Антарктики (західне узбережжя Антарктичного півострова). Зокрема в районі Аргентинських островів, де знаходиться Українська антарктична станція «Академік Вернадський» зростає 2 види квіткових рослин, а саме щучник (Deschampsia antarctica Desv.) та перлинниця (Colobanthus quitensis (Kunth) Bartl.) антарктичні, біля 49 видів мохів, 7 видів печіночників (близьких до мохів примітивних рослин), а також біля 123 видів лишайників — організмів що складаються з гриба та водорості). У наземних рослинних угрупованнях Морської Антарктики зустрічаються також гриби (в тому числі ліхенофільні), мікро- та макро-зелені водорості (Chlorophyta) — 30 видів, діатомові водорості — 41 вид, а також 7 видів синьо-зелених водоростей (Cyanophyta). Вивчення їх біорізноманіття ще тільки починається. Адже виявлене становить лише 30 % від загального біорізноманіття наземних видів водоростей, які зустрічаються в Антарктиці. В районі Аргентинських островів відмічено 14 видів морських водоростей-макрофітів. Загалом Антарктиді налічується більш ніж 200 видів лишайників та близько 50 видів мохів. Сімсот видів водоростей, більшість з яких є фітопланктон. На континенті спостерігається явище барвистого снігу, що пояснюється наявністю цілих колоній водоростей і діатомових водоростей, особливо це характерно для прибережних районів в літній період.
Окрім аборигенних в Морській Антарктиці зустрічаються заносні або інвазивні види квіткових рослин, присутність яких є проявом зростаючого антропогенного впливу на Антарктику.

### Фауна
Лише незначна кількість наземних безхребетних обрали місцем перебування Антарктиду. Це мікроскопічні кліщі, як (antarcticus Alaskozetes), воші, нематоди, тихоходи, коловертки, криль і колембола. Нещодавно виявлені представники стародавніх екосистем нашої планети, які складаються з кількох видів бактерій, що були знайдені в льодовій пастці глибоко під льодовиками. А нелітаюча мушка Бельгіка антарктидна, всього 12 мм в розмірі — представник найчисельніших земних тварин в Антарктиді. Сніговий буревісник є одним з усього лише трьох видів птахів, які розмножуються тільки в Антарктиді.
Незважаючи на те, що вчені, можливо, вже досить ретельно дослідили морську фауну Морської Антарктики, в незвіданому царстві Антарктиди залишається безліч невідкритих видів. Так, в ході експедицій дослідників, які проводилися методом тралення в період з 2008 по 2017 рік біля берегів Антарктиди, було виявлено вісім унікальних видів, у тому числі чотири, які ніколи раніше не зустрічалися. Наприклад, одна з нових знайдених підводних істот з численних типів безхребетних мала досить великий розмір, “потойбічний вигляд” та 20 кінцівок. Істота отримала назву “антарктичної зірки з полуничного пір’я” або Promachocrinus fragarius. Подальше всебічне дослідження фауни Морської Антарктики буде необхідним для отримання хоча б базового розуміння основ життя в антарктичних водах.
В 2023 році, згідно повідомлення Національного антарктичного наукового центру (НАНЦ), українські вчені, у співпраці з іноземними колегами, відкрили новий вид антарктичних риб’ячих п’явок, який отримав назву Austroplatybdellina prodiga.

## Населення
Суворий клімат Антарктиди перешкоджає її заселенню. У XIX столітті на Антарктичному півострові і прилеглих островах існувало кілька китобійних баз. Згодом всі вони були занедбані. У роки Другої світової війни в Антарктиді з'явилися військові бази Аргентини і Чилі. Тепер[коли?] в Антарктиді немає постійного населення, тут розташовані постійні наукові станції 30 країн (зокрема й України), на яких в залежності від сезону живе від 4000 осіб влітку і до 1000 осіб узимку.
У 1978 р. на аргентинській станції Есперанса народилася перша людина Антарктиди — Еміліо Маркос Палма.
Антарктиді присвоєно інтернет-домен верхнього рівня .aq і телефонний код +672.

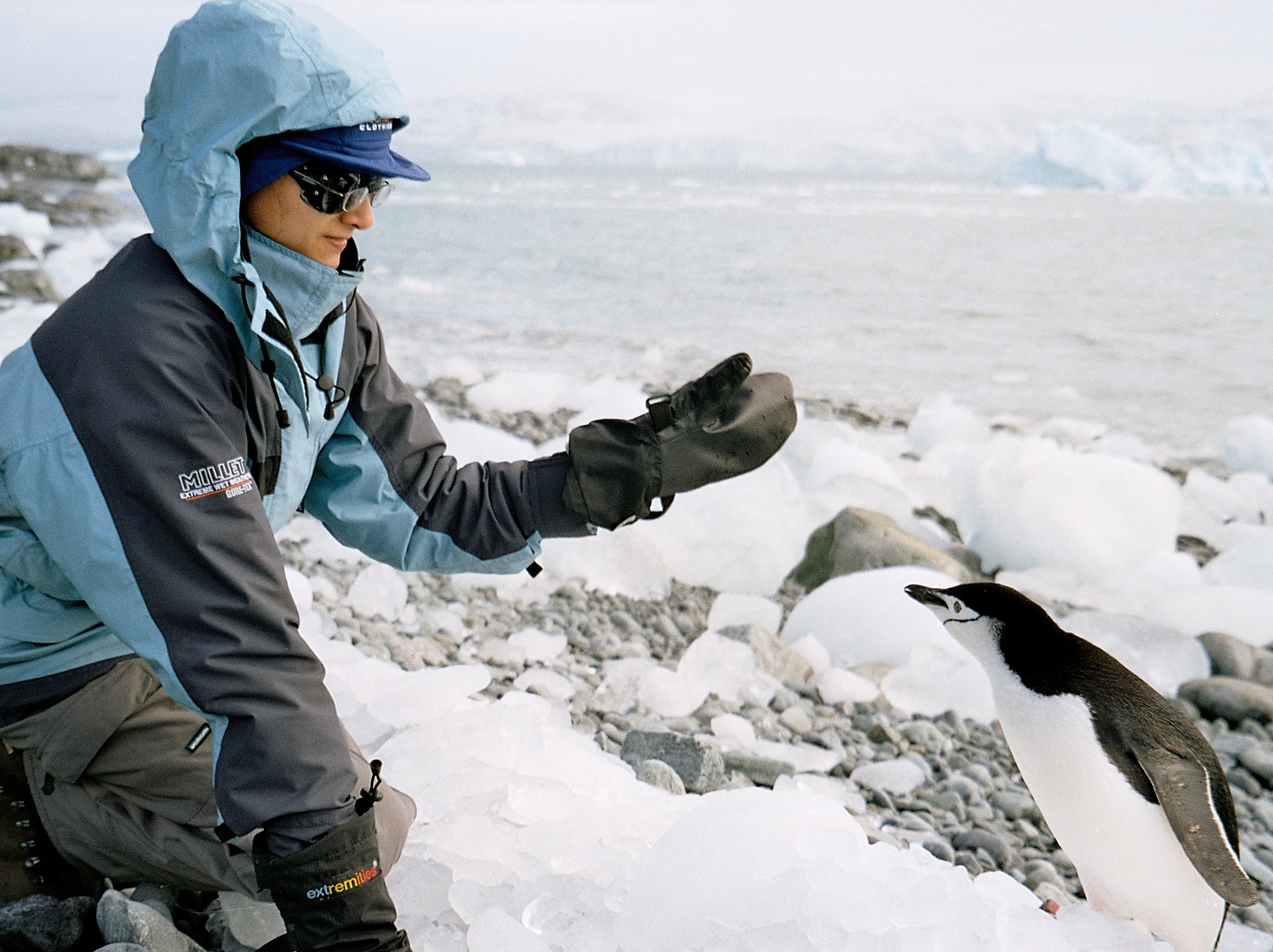
Людина в Антарктиці
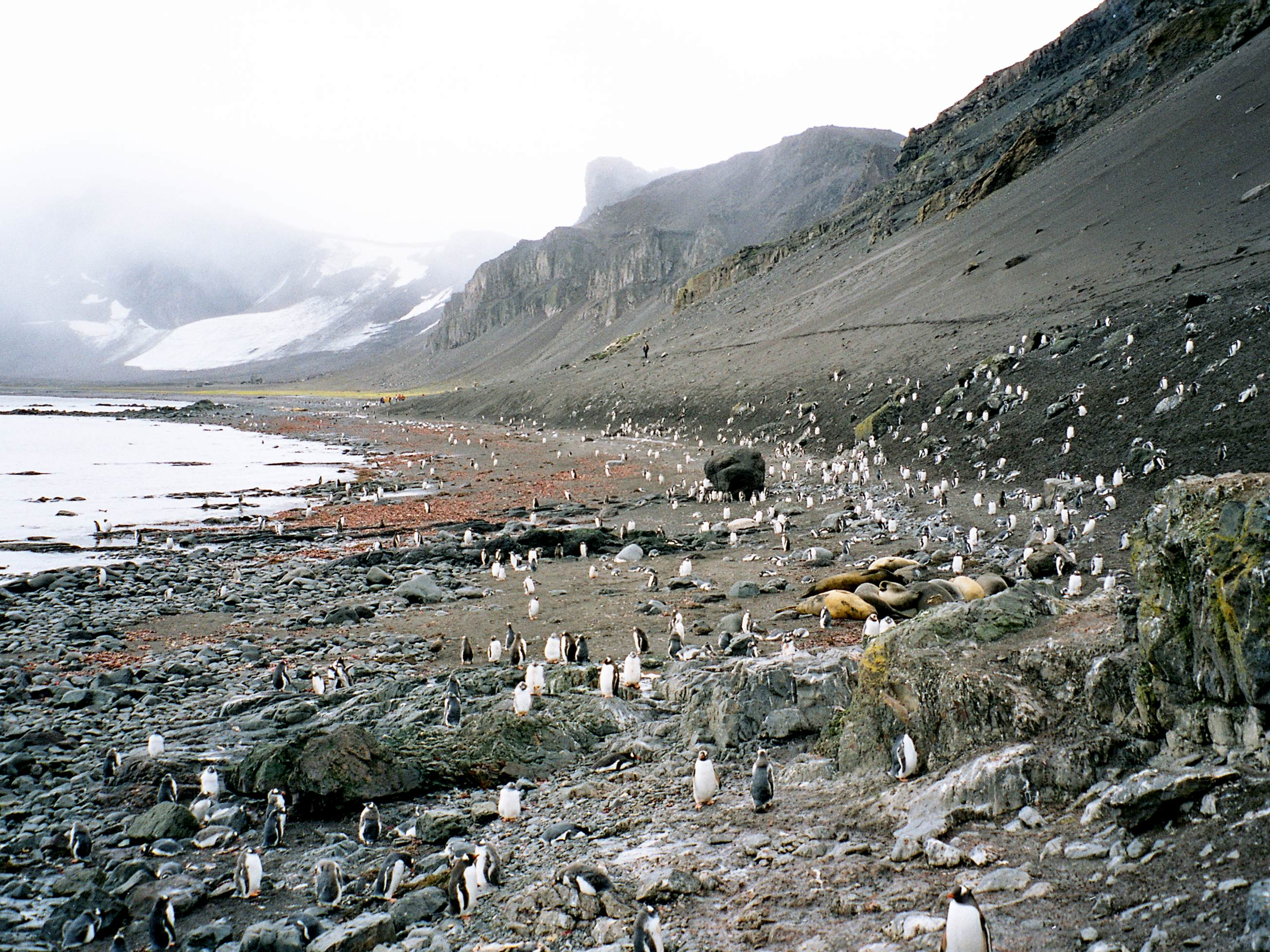
Мис Ханна, місце на о. Лівінгстон поблизу Антарктиди, популярне серед туристів
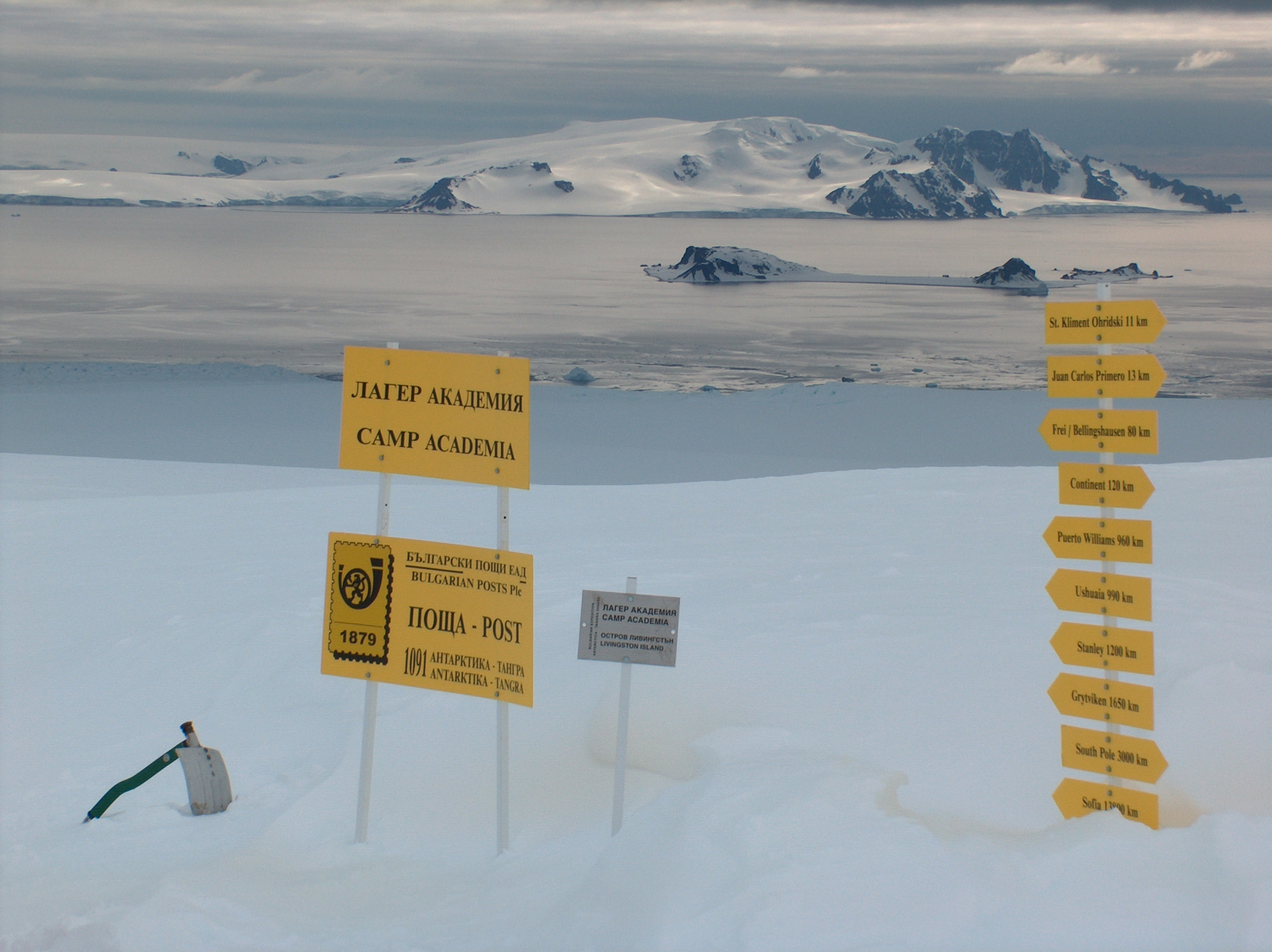
Антарктична пошта

## Політичний статус

Прапор Антарктичного договору

Відповідно до конвенції про Антарктику, яка набрала чинності 23 червня 1961 року, Антарктида не належить жодній державі. Дозволена тільки наукова діяльність.
Розміщення військових об'єктів, а також візит бойових кораблів і озброєних суден південніше 60-го градуса південної широти заборонено.
У 1980-ті роки Антарктиду оголосили ще й без'ядерною зоною, що виключило появу в її водах суден — атомоходів, а на материку — атомних енергоблоків.
Зараз учасницями договору є 50 держав (з правом голосу) і десятки країн-спостерігачок.

### Територіальні претензії
Однак наявність договору не означає, що країни, які приєдналися до нього, відмовилися від своїх територіальних претензій на континент і прилеглий простір. Навпаки, територіальні претензії деяких країн величезні. Наприклад, Норвегія претендує на територію, що перевищує її власну вдесятеро. Величезні території оголосила своїми Велика Британія. Британці мають намір добувати рудні і вуглеводневі ресурси на Антарктичному шельфі. Австралія вважає своєю майже половину Антарктиди, в яку, втім, вклинюється «французька» Земля Аделі. Пред'явила територіальні претензії і Нова Зеландія. Велика Британія, Чилі і Аргентина претендують практично на одну і ту ж територію, що включає Антарктичний півострів і Південні Шетландські острови. На землю Мері Берд жодна з країн офіційно не висунула територіальних претензій.
Таким чином, на сьогодні сім країн мають претензії на вісім територій Антарктики. Як правило, ці країни розміщують на цих землях свої науково-дослідні станції.
Радянський Союз і США зарезервували за собою право на нові вимоги, а надалі від них не відмовлялися (навіть Росія після розпаду СРСР), тому вони мають право на претензії і в майбутньому, якщо того забажають.
Претензії на території нижче 60° паралелі визнані лише країнами, які їх висунули. Однак, їх іноді відображають на картах Антарктики — та це не означає їх офіційного визнання.
| Прапор                         | Територія                           | Пред'явник претензії           | Межі                                                       | Дата | Мапа |
| ------------------------------ | ----------------------------------- | ------------------------------ | ---------------------------------------------------------- | ---- | ---- |
|                                | Земля Аделі                         | Франція                        | від 142°2′ сх. до 136°11′ сх.                              | 1924 |      |
|                                | Аргентинська Антарктида             | Аргентина                      | від 25° зх. до 74° зх.                                     | 1943 |      |
|                                | Австралійська антарктична територія | Австралія                      | від 160° сх. до 142°2′ сх. і від 136°11′ сх. до 44°38′ сх. | 1933 |      |
|                                | Антарктична провінція Чилі          | Чилі                           | від 53° зх. до 90° зх.                                     | 1940 |      |
|                                | Британські антарктичні території    | Велика Британія                | від 20° зх. до 80° зх.                                     | 1908 |      |
|                                | Земля Королеви Мод                  | Норвегія                       | від 44°38′ сх. до 20° зх.                                  | 1939 |      |
| Острів Петра I                 | від 68°50′ пд. 90°35′ зх.           | Норвегія                       | 1929                                                       |      |      |
|                                | Територія Росса                     | Нова Зеландія                  | від 150° зх. до 160° сх.                                   | 1923 |      |
| Вільна від претензій територія | Вільна від претензій територія      | Вільна від претензій територія | від 90° зх. до 150° зх. (за винятком острова Петра I)      |      |      |

## Дослідження

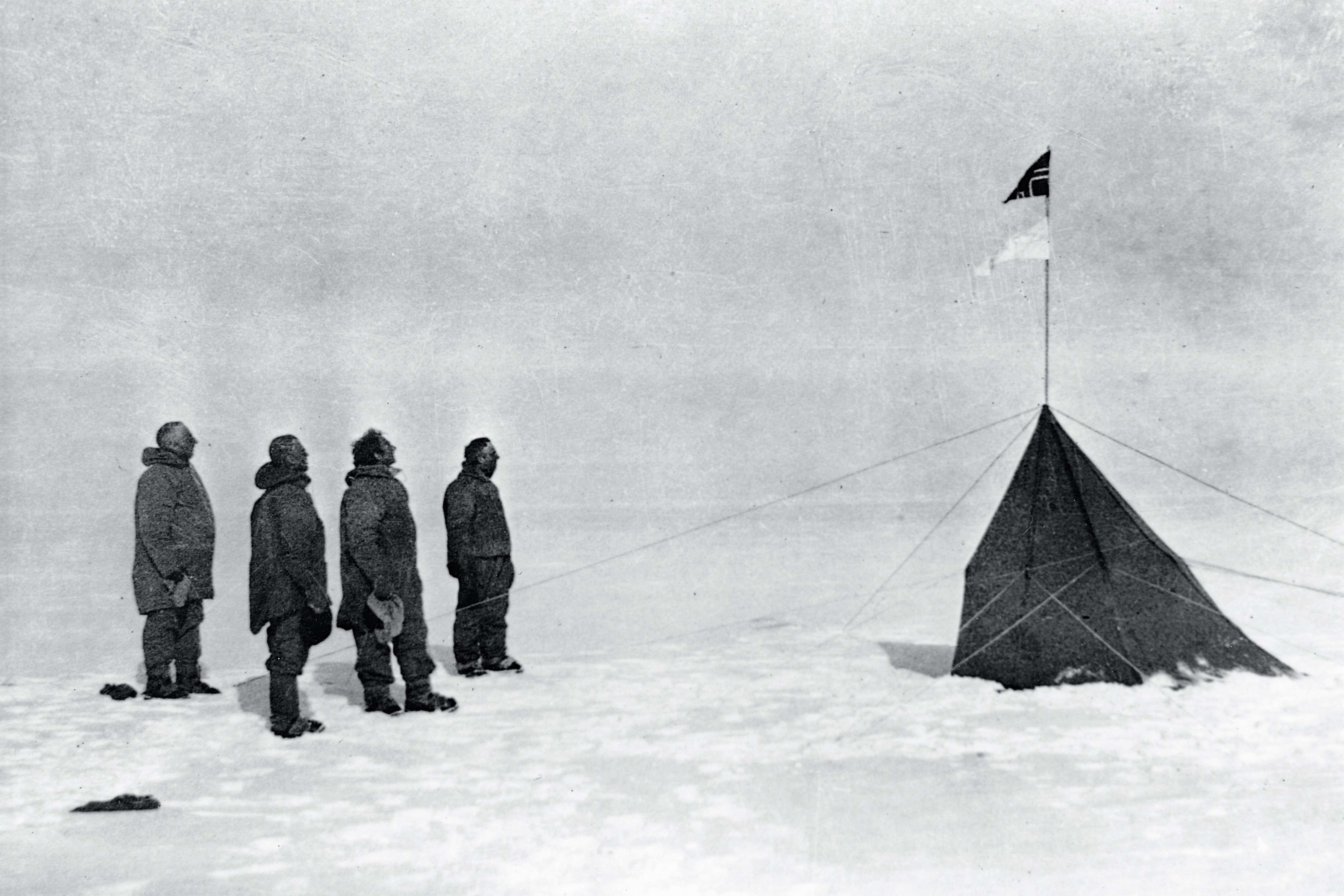
Руал Амундсен, перший дослідник на південному полюсі, грудень 1911. Зліва направо: Амундсен, Хансен, Хассель та Вістінг (світлина зроблена Бйоланом)

Першовідкривачами Антарктиди вважають експедиції двох країн — російську експедицію Фадея (Фабіана) Беллінсгаузена і Михайла Лазарєва (1819—1821) і британську експедицію Едварда Брансфілда та Вільяма Сміта. Першим хто побачив материк був Беллінсгаузен, який 28 січня 1820 року спостерігав шельфовий льодовик в районі сучасної Землі Королеви Мод.
На початку XX століття Антарктиду досліджували видатні полярники: Роберт Скотт (1901—04, 1910—12), Ернест Генрі Шеклтон (1907—1909), Руал Амундсен (1910—1912) та інші. З 1928 вивчення Антарктиди здійснюється за допомогою літаків: Джордж Вілкінс (1928—1930), Лінкольн Елсворт (1935, 1938—39), Річард Берд (1928—30, 1933—35, 1939—41, 1946—47). З 1950 в Антарктиді працюють постійні науково-дослідні станції (перша — французька). У зв'язку з проведенням Міжнародного геофізичного року (1957—1959) в Антарктиді 12 країн організували дослідні станції. Зокрема, СРСР, починаючи з 1956 року, організував 12 станцій. Основна з них — «Мирний».
З 1996 року в Антарктиді діє також українська наукова станція «Академік Вернадський», яку передала Україні Велика Британія (до 1996 р. — станція «Фарадей»).
Міжнародно-правовий режим Антарктиди та інших територій, що розташовані південніше 60° південної широти, регулюється Угодою про Антарктику від 1 грудня 1959 року.
Бразилія будує на острові Кінг-Джордж в Антарктиді дослідницьку станцію «Команданте Ферраз» на сонячних панелях і вітрогенераторах
Інтернет домен Антарктиди — .aq.

### Україна і дослідження Антарктиди

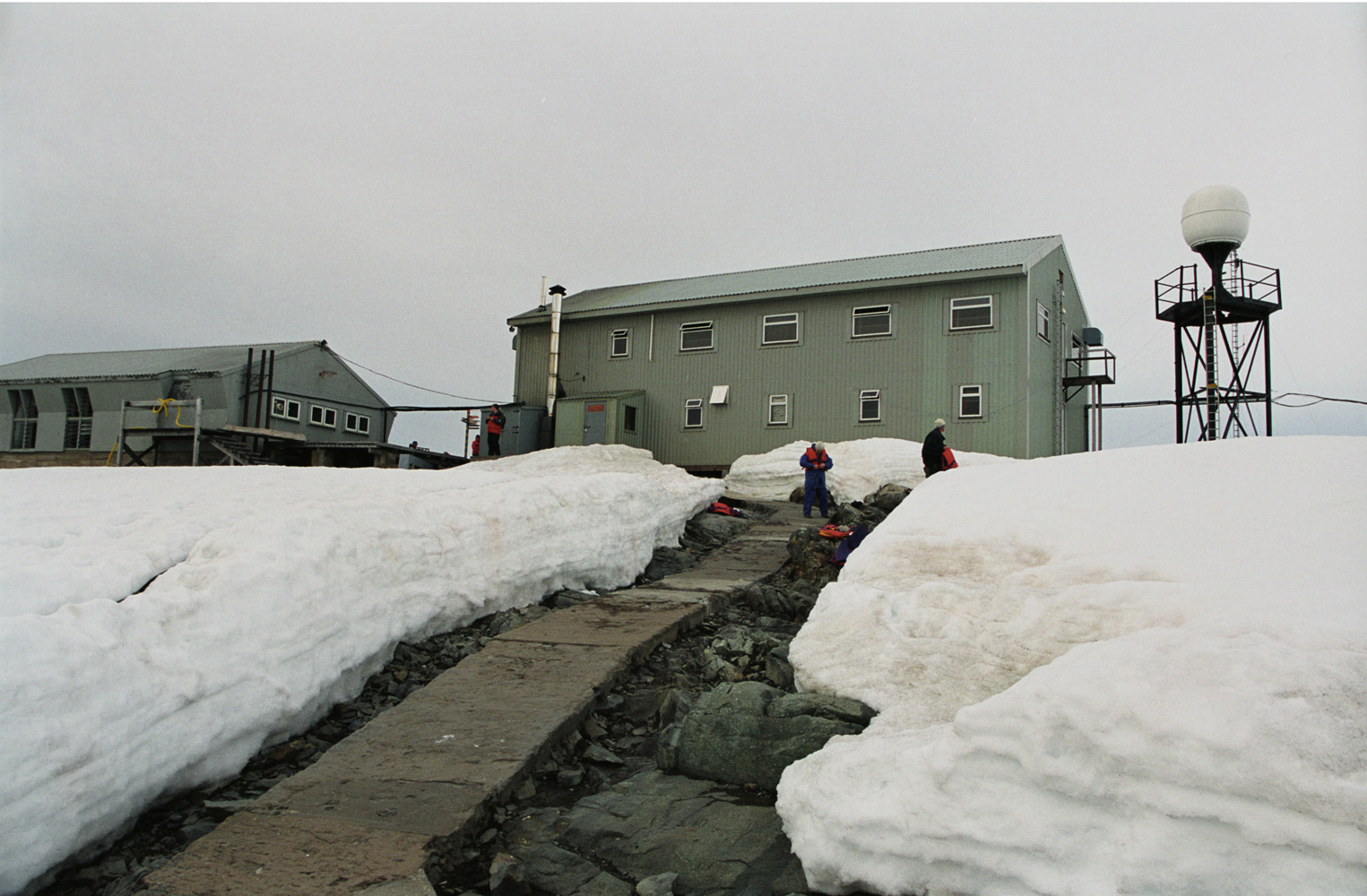
Станція Академік Вернадський

#### Станція «Академік Вернадський»
«Академік Вернадський» (до 1996 — «Фарадей») — єдина українська антарктична станція, розташована на мисі Марина острова Галіндез за 7 кілометрів від західного узбережжя Антарктичного півострова. Вона працює цілий рік і є майданчиком для проведення метеорологічних, геофізичних, біологічних та інших досліджень. Заснована у 1947 році як британська станція «Фарадей»; в лютому 1996 року Велика Британія передала станцію Україні. Українські полярники сплатили британським колегам за станцію символічну ціну — один фунт стерлінгів. Станцію названо на честь видатного українського вченого, академіка Володимира Івановича Вернадського, першого президента НАН України.

Логотип Національного антарктичного наукового центру

Проведення наукових досліджень  — головне призначення української антарктичної станції «Академік Вернадський». Виконанню цієї задачі підпорядковано всю життєдіяльність станції та Національного антарктичного наукового центру.
Метою Державної цільової науково-технічної програми проведення досліджень в Антарктиці на 2011—2020 роки було: забезпечення проведення фундаментальних та прикладних наукових досліджень в Антарктиці, ефективного функціонування антарктичної станції «Академік Вернадський», виконання Україною міжнародних зобов'язань відповідно до Договору про Антарктику та науково обґрунтованої оцінки перспектив освоєння біологічного та мінерально-ресурсного потенціалу регіону.

#### Національний антарктичний науковий центр
Національний антарктичний науковий центр (НАНЦ) — державний оператор України в Антарктиці; державна науково-дослідна установа в структурі Міністерства освіти та науки України, яка забезпечує роботу української антарктичної станції «Академік Вернадський» та координує дослідження Антарктики в Україні.
Центр організовує щорічні антарктичні експедиції на станцію «Академік Вернадський», а також сезонні експедиції науковців.

## Економіка

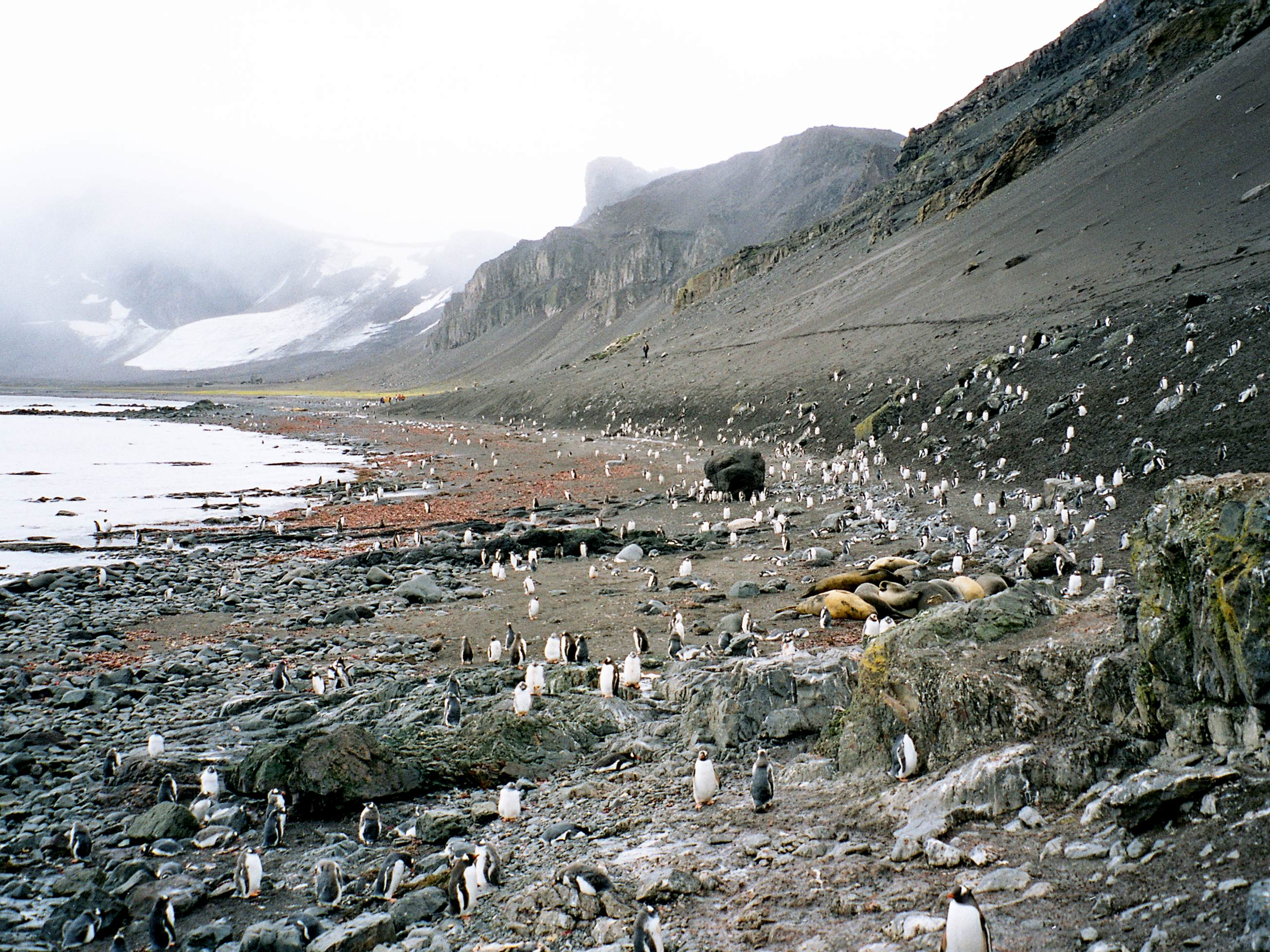
Шлях туристів

Антарктику щорічно відвідує близько 6 тис. туристів[джерело?]. Більшість з них направляється на Антарктичний півострів, де існують туристична база й аеродром. У 1990-х роках туризм поширився до моря Росса і деяких районів на південь від Австралії. Більшість туристів здійснює антарктичні круїзи на кораблях.